# Basilika St. Pontianus

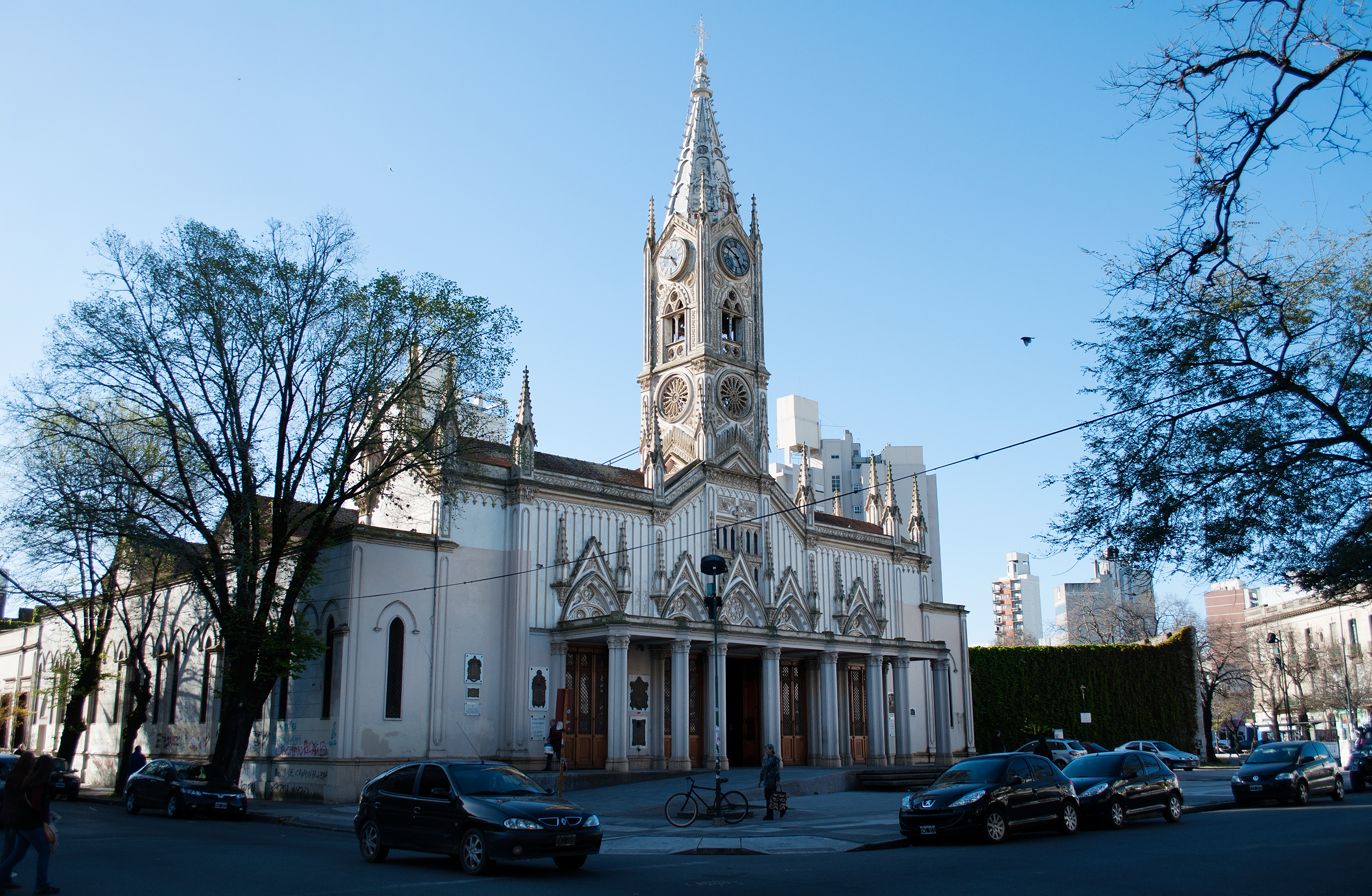
Basilika St. Pontianus

Die Basilika St. Pontianus (spanisch Basílica San Ponciano) ist ein römisch-katholisches Kirchengebäude in der argentinischen Stadt La Plata und im gleichnamigen Erzbistum. Sie trägt den Titel einer Basilica minor und ist als Kulturdenkmal geschützt. Die älteste Kirche der Stadt wurde Ende des 19. Jahrhunderts im eklektischen Stil mit starker Betonung der Neugotik erbaut.

## Geschichte
Der Grundstein der heutigen Pfarrei und Basilika San Ponciano wurde am 12. Juni 1883 gelegt, wobei der Gründer der Stadt La Plata, Dardo Rocha, und seine Frau Pate standen. Der Baubeginn erfolgte am 17. Juli, um am ersten Jahrestag der Stadt La Plata, dem 19. November (dem Fest des heiligen Papstes Pontianus) des Jahres 1883, für den Gottesdienst eröffnet zu werden.
Es war die erste Kapelle, die die Stadt besaß; deshalb wurde der Papst und Märtyrer St. Pontianus zum Schutzpatron dieser Metropolis ernannt. Im Jahr 1895 wurden die Seitenschiffe hinzugefügt und der Narthex hinzugefügt, wodurch sie architektonisch zu einer Basilika ergänzt wurde.  Diese Kirche diente von 1897 bis 1902 als erste Kathedrale, in der der erste Bischof von La Plata, der Hauptstadt der Provinz Buenos Aires, Monsignore Mariano Espinosa, geweiht wurde. Das Projekt wurde von dem Ingenieur Pedro Benoit durchgeführt. Die erste Etappe der Arbeiten wurde 1883 eingeweiht; die zweite Etappe umfasste den Glockenturm und vier der fünf Glocken, wo die Uhr erst 2004 installiert wurde.
Das Äußere dieses Gebäudes zeichnet sich durch seine neugotischen Ornamente aus. Die Glasfenster in der Eingangstür, die Szenen aus dem Leben Jesu und die Figuren der Apostel darstellen, stammen von der Koblenzer Firma Theo Mayr Rohrerhöhe. Sie besitzt die größte Orgel im Süden des Landes. Die Altarbilder sind spanischen Ursprungs, die Kronleuchter sind französisch und der Fußboden ist mit venezianischem Glas verziert.
Im Inneren befindet sich der historische Camarín der Nuestra Señora de Luján, der sich in der früheren Kirche befand, die der Schutzheiligen der Stadt Luján gewidmet war und vom Erzbischof von La Plata, Monsignore Juan Terrero, nach La Plata gebracht wurde.
Einundneunzig Jahre nach der Einweihung der Glasfenster des Tempels wurden die Glasfenster der Sakristei fertiggestellt, auf denen die sieben Sakramente, gekrönt vom Heiligen Geist, zu sehen sind; eine Reihe von gravierten Glasfenstern, die Teil der Fortsetzung der 1919 begonnenen Arbeiten sind.
Am 3. Januar 1997 wurde ihr von Papst Johannes Paul II. der Titel einer Basilika verliehen. Am 12. August 2019 wurde sie von Erzbischof Victor Manuel Fernández zum Heiligtum Mariens und Allerheiligen ernannt und erhielt eine aus drei Priestern bestehende Gruppe für die seelsorgerische Betreuung und Entwicklung.